# Бэнгл, Крис
Кристофер Эдвард «Крис» Бэнгл (родился 14 октября, 1956) американский автомобильный дизайнер. Бэнгл известен прежде всего за его работы в качестве шеф-дизайнера BMW Group в 1992—2007 годах, где он был ответственным за дизайн легковых автомобилей BMW, MINI и Rolls-Royce.

## Биография
Бэнгл родился в Равенне, штат Огайо, и вырос в штате Висконсин. Учился в Art Center College of Design (Колледж дизайна в США) в Пасадине, штат Калифорния, заработал степень бакалавра наук и степень магистра в области промышленного дизайна.

### Карьера в OPEL
Бэнгл начал свою карьеру в Opel. В этом автоконцерне Крис проработал с 1981 по 1985 гг. Первой его работой был интерьер концепт-кара Junior. Концепт в серию так и не пошёл.

### Fiat
Позже Бэнгл перешёл на Fiat и работал в качестве главного конструктора Fiat Coupe.

### BMW
Бэнгл стал первым шеф-дизайнером BMW американского происхождения 1 октября 1992 года, когда он разработал концепт-кар Z9 Gran Turismo. Его стиль вызвал интенсивные споры среди автомобильных дизайнеров и вызвал прямо противоположные мнения экспертов. Крис успел поработать над дизайном поколений E39 и E46. Самой заметной его работой стало совместное с Адрианом ван Хойдонком творение — 7 серия E65 в 2002 году.
3 февраля 2009 года Бэнгл заявил, что он должен покинуть свой пост в BMW и автомобильной промышленности в целом, чтобы сосредоточиться на своих собственных начинаниях. На его место пришёл Адриан ван Хоойдонк. Бэнгл основал свою фирму под названием Chris Bangle and Associates, что базируется в Турине, Италия.

### Samsung
В 2011 году Бэнгл перешёл на работу в Samsung и занялся дизайном электроники этого южнокорейского производителя.

### Дизайнерские особенности
Дизайнерские начинания Бэнгла включены в общий стиль всех автомобилей BMW, в том числе 1, 3, 5, 6 и 7 серии, а также в дизайн новейших внедорожников X3, X5 и X6, и концепт-кар Gina. Бэнгл, как это принято считать, никогда не произносил фразу «языки пламени» для описания своей работы, это выражение, возможно, пошло со слов автомобильного журналиста. Бэнгл также, вероятно, был первым, кто адаптировал деконструктивизм для автомобильного дизайна. Об этом свидетельствует тот факт, что дизайнер часто отмечал на себе огромное влияние творчества архитектора Фрэнка Гери.
Наиболее спорной его работой была BMW E65, резко контрастировавшая с предыдущим поколением E38, которое было выполнено в консервативном стиле. Журнал «Тайм» назвал его одним из 50 худших автомобилей всех времён, тем не менее, он стал самым продаваемым BMW 7-й серии за весь период производства.
В этот период BMW обогнал Mercedes, мирового лидера в области продаж автомобилей премиум-класса.
Бэнгл агрессивно защищался против критики. Он был поддержан Советом директоров BMW, которые хотели, чтобы имидж BMW двигался в будущее. Бэнгл отмечал, что для производства необходимо, чтобы революционный цикл следовал за эволюционным и т. д. Действительно, он был проводником консервативной эволюции конструкции BMW, будучи дизайнером 3-серии BMW E46 и введя BMW X5. Но с 2002 года он создал революционный BMW E65. Бэнгл признает, что его проекты могут не очень хорошо выглядеть на фотографиях, и предлагал критикам увидеть автомобили вживую, прежде чем судить об их внешности. Он представил новый концепт-кар BMW под названием GINA 10 июня 2008 года.